# Grantley Adams International Airport
Grantley Adams International Airport (GAIA) (IATA: BGI, ICAO: TBPB) is de internationale luchthaven van Barbados. De luchthaven ligt in Seawell, Christ Church.  Het is de enige plaats om het land in of uit te komen via de lucht en is een van de belangrijkste voor de Oost-Caribische Staten. De luchthaven heeft directe vluchten naar bestemmingen in de VS, Canada, Centraal-Amerika en Europa en is de tweede hub voor LIAT. In 2016 was het de achtste drukste luchthaven van de Caraïben . GAIA blijft ook een belangrijke luchtverbinding voor cruisepassagiers die vertrekken en aankomen in de haven van Bridgetown,  en een uitvalsbasis voor het regionale beveiligingssysteem (RSS) en het regionaal (Caribisch) politieopleidingscentrum.
Vanwege een beveiligingsprobleem met de MediaWiki Graph-software is het momenteel niet mogelijk deze grafiek weer te geven. Zodra de software is bijgewerkt zal de grafiek vanzelf weer zichtbaar worden.